# Krzeszówka (wieś)
Krzeszówka – wieś w Polsce położona w województwie małopolskim, w powiecie miechowskim, w gminie Książ Wielki.
| SIMC    | Nazwa      | Rodzaj     |
| ------- | ---------- | ---------- |
| 0246540 | Wały       | przysiółek |
| 0246557 | Wały Dolne | przysiółek |

W latach 1975–1998 miejscowość administracyjnie należała do województwa kieleckiego.
27 sierpnia 1944 Niemcy zbombardowali wieś. W wyniku nalotu spłonęło 55 gospodarstw.